# Мирчакова балка
Мирчакова балка — ентомологічний заказник місцевого значення. Об'єкт розташований на території Нововодолазької селищної громади Харківського району Харківської області, село Просяне.
Площа — 6,1 га, статус отриманий у 1993 році.
Охороняється ділянка лучно-степової, водно-болотної та чагарникової рослинності у балці, що впадає у річку Івани. Ентомофауна заказника представлена лучними, болотними, еврібіонтними видами. Тут трапляються бджолині: андрени, галікти, евцери, рідкісні джмелі кам'яний, земляний, моховий, а також ентомофаги: красотіл пахучий, тахіна велика, мухи-дзюрчалки.